# Show Us Your Hits
Show Us Your Hits ist ein Best-Of-Album der US-amerikanischen Alternative-Rock-Band Bloodhound Gang. Es erschien am 3. Dezember 2010 bei Universal und ist das erste Album der Band seit fünf Jahren.

## Über das Album
Das Album enthält 12 Songs der bisher erhältlichen Studioalben Use Your Fingers (1 Song), One Fierce Beer Coaster (2 Songs), Hooray for Boobies (6 Songs) und Hefty Fine (3 Songs). Außerdem sind mit Altogether Ooky und Screwing You On The Beach At Night zwei neue Songs enthalten. Als Bonustrack ist eine englische Version von Disco Pogo zu hören, die der Wahlberliner Jimmy Pop zusammen mit den Atzen aufgenommen hat.
In den deutschen Albumcharts erreichte Show Us Your Hits zur Erscheinungszeit Platz 96. Im April 2021 belegte es Rang 14 und im Juli 2022 Position zehn. Insgesamt hielt sich das Album sechs Wochen in den Top-100.

## Titelliste
| Nr. | Titel                                                     | Länge | Album                   |
| 1   | Altogether Ooky                                           | 4:11  |                         |
| 2   | Fire Water Burn                                           | 4:51  | One Fierce Beer Coaster |
| 3   | Along Comes Mary                                          | 3:19  | Hooray for Boobies      |
| 4   | Foxtrot Uniform Charlie Kilo                              | 2:51  | Hefty Fine              |
| 5   | The Bad Touch                                             | 4:19  | Hooray for Boobies      |
| 6   | No Hard Feelings                                          | 5:12  | Hefty Fine              |
| 7   | A Lap Dance Is so Much Better When the Stripper Is Crying | 5:37  | Hooray for Boobies      |
| 8   | Kiss Me Where It Smells Funny                             | 3:04  | One Fierce Beer Coaster |
| 9   | The Ballad of Chasey Lain                                 | 2:22  | Hooray for Boobies      |
| 10  | Screwing You On the Beach at Night                        | 3:40  |                         |
| 11  | Three Point One Four                                      | 3:55  | Hooray for Boobies      |
| 12  | You’re Pretty When I’m Drunk                              | 3:56  | Use Your Fingers        |
| 13  | Uhn Tiss Uhn Tiss Uhn Tiss                                | 4:20  | Hefty Fine              |
| 14  | I Hope You Die                                            | 3:39  | Hooray for Boobies      |
| 15  | Disco Pogo (Jimmy Pop feat. Die Atzen)                    | 3:25  |                         |

## Kritik
Die Bewertungen der Kritiker fielen unterschiedlich aus, meistens kam das Album aber nicht über durchschnittliche Bewertungen hinaus. Josef Gasteiger vergibt auf laut.de zwei von fünf Sterne und schreibt, dass die Musik nur ein Grund für die Bühnenshow sei und dass große Songs bei der Band fehlen. Auf more-metal.com bekommt das Album acht von zehn Punkten und wird als gute Musik für Partys sowie als gutes Album für Einsteiger bezeichnet.
whiskey-soda.de vergibt die Schulnote 2- und meint, dass Show Us Your Hits eine ordentliche, wenn auch nicht perfekte Zusammenstellung der besten Songs sei. Maik Maerten vergibt auf plattentests.de fünf von zehn Punkte und meint, dass bei der Bloodhound Gang seit zehn Jahren nicht mehr viel geht, was an diesem Album deutlich werde. Auf Allmusic vergibt Stephen Thomas Erlewine 3 von 5 Sternen und schreibt, dass das Album alle ansprechen könne, die von der Bloodhound Gang mehr als eine Single und weniger als alle Alben haben wollen.